# Centrum Edukacji i Promocji Regionu w Szymbarku

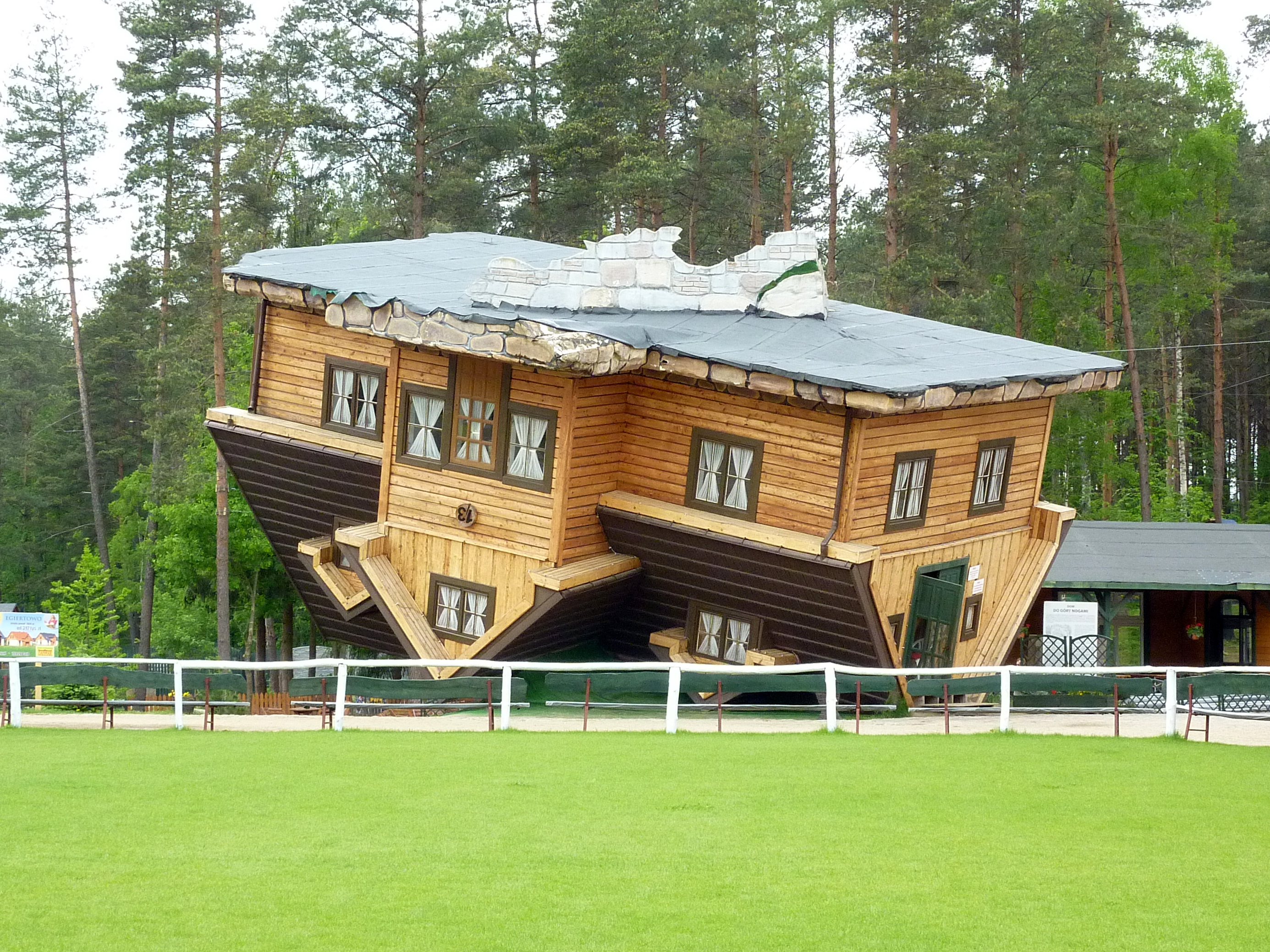
„Dom do góry nogami”

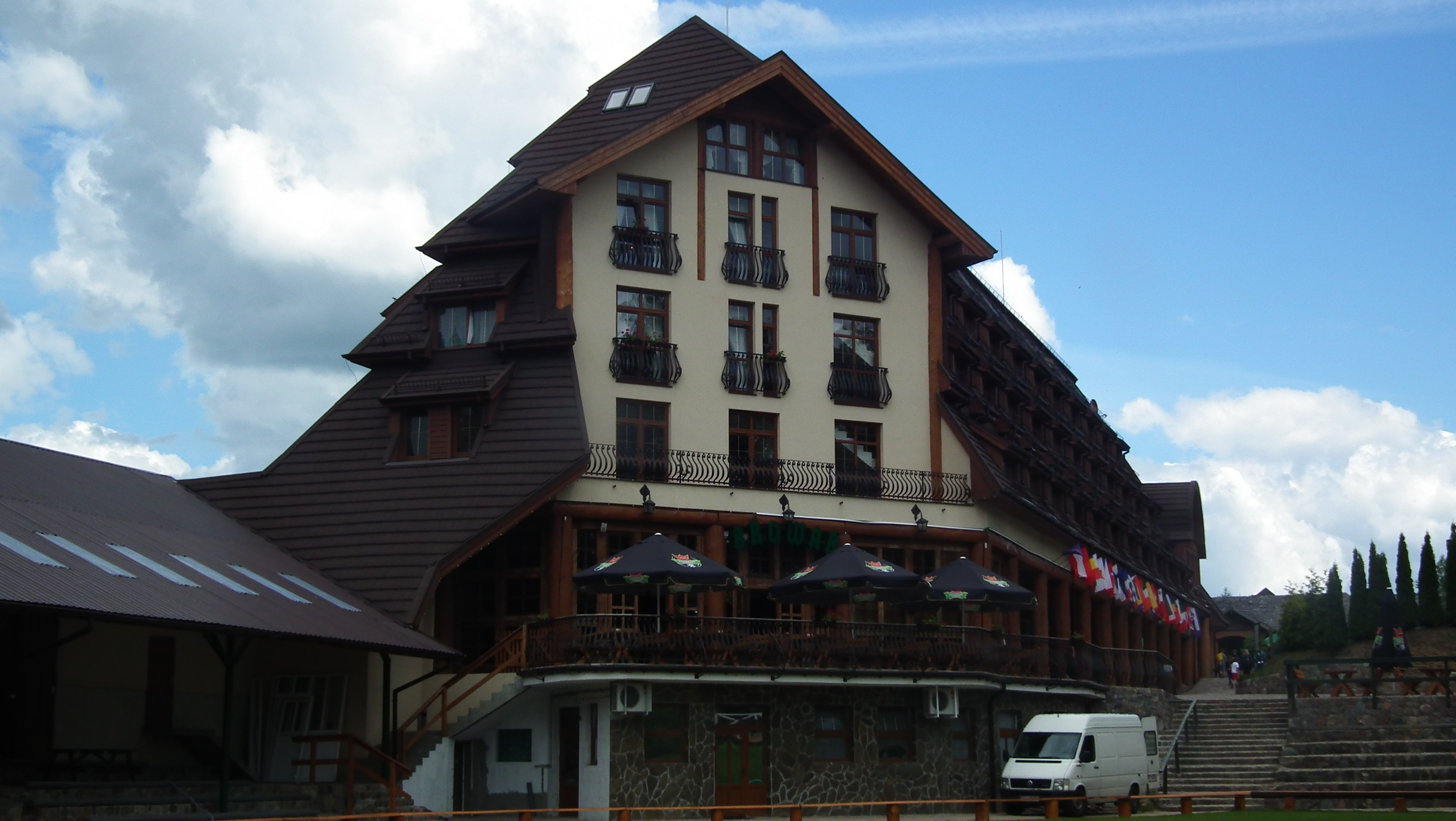
Hotel

Centrum Edukacji i Promocji Regionu w Szymbarku (Lidia Czapiewska „Centrum Edukacji i Promocji Regionu”) – jest prywatną firmą, należącą do Lidii Czapiewskiej, położoną na południe od Szymbarku w pobliżu drogi krajowej nr 20 w bezpośrednim sąsiedztwie  tartaku Daniela Czapiewskiego, który był pomysłodawcą i twórcą Centrum. Znajdują się tu repliki drewnianego budownictwa kaszubskiego i ekspozycje tradycyjnych sprzętów użytku codziennego.

## Stałe ekspozycje

### Temat:Kaszuby

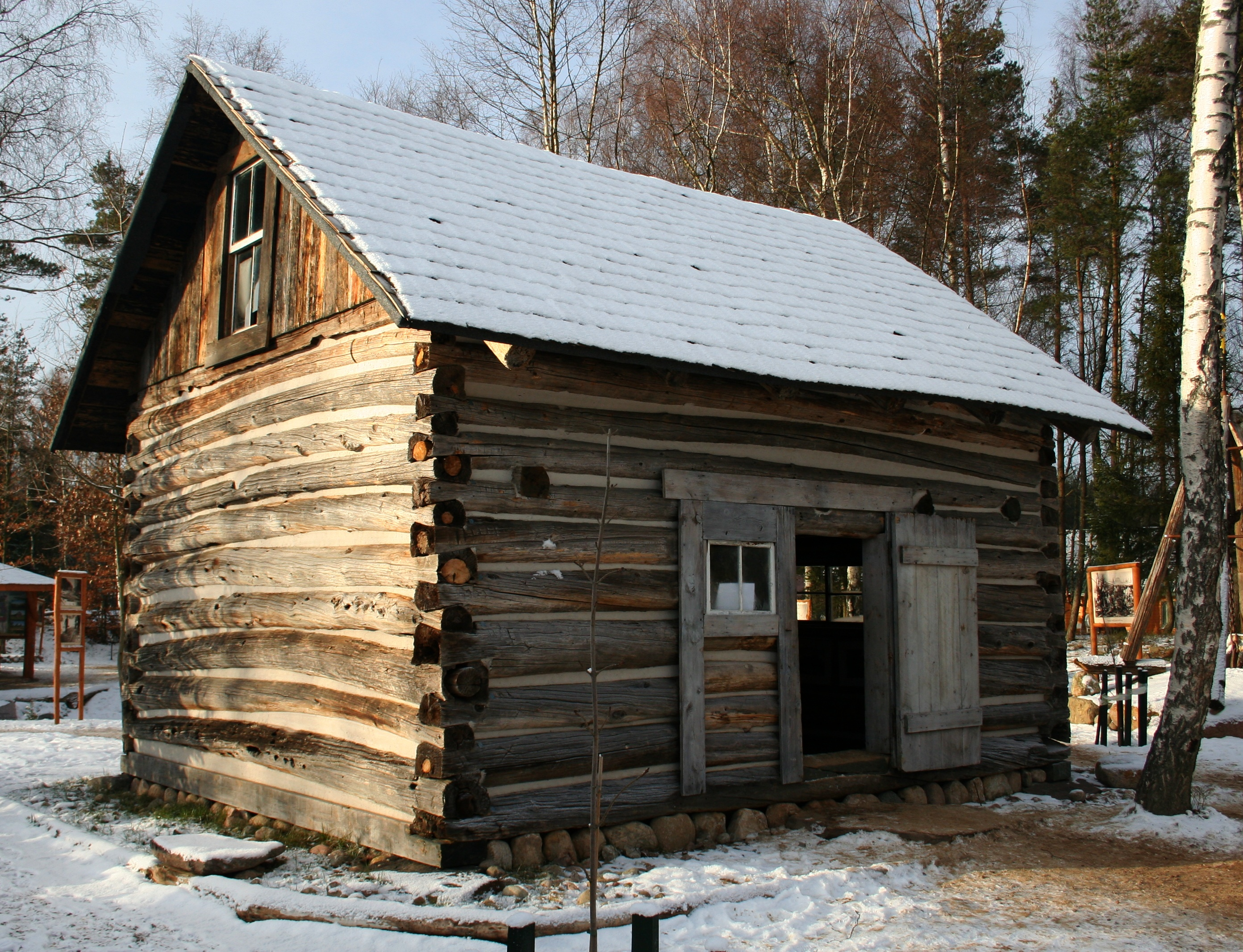
Dom Kaszubów z Kanady

- Replika dworu szlacheckiego (Salino) typowego dla obszaru Kaszub
- Replika drewnianego kościoła typowego dla obszaru Kaszub
- Dom Kaszubów z Kanady
- Piec chlebowy – miejsce wypieku tradycyjnego chleba kaszubskiego
- Wystawa osprzętu życia codziennego regionu
- Statua „Świętowida Kaszubskiego”

### Temat:Syberia

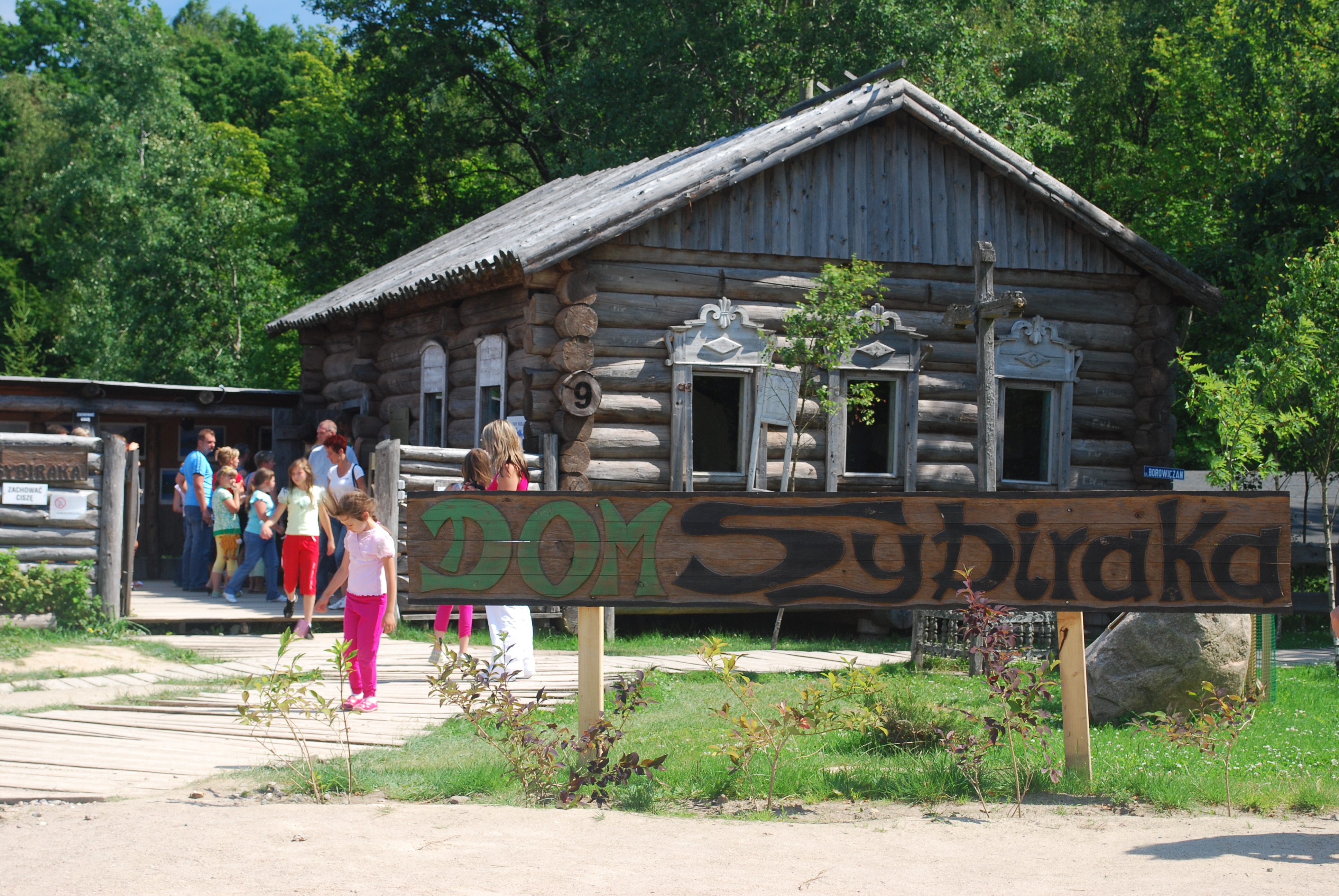
Dom Sybiraka

- Dom Sybiraka – licząca ponad 240 lat drewniana chata zamieszkiwana przez polskich zesłańców w XVIII wieku (konfederatów barskich) przeniesiona z miejscowości Zapleskino, położonej 360 km na północny wschód od Irkucka z towarzyszącą jej ekspozycją.
- Model Łagru „Borowicze” otoczonego drutem kolczastym (miejsca zsyłki żołnierzy AK).
- Model rampy załadowczej z oryginalnym parowozem i doczepionymi wagonami typowego składu zsyłkowego na Syberię z towarzyszącą mu ekspozycją losów polskich rodzin.
- Pomnik Niedźwiedzia Wojtka (od 17.09.2013).

### Temat:Gryf Pomorski

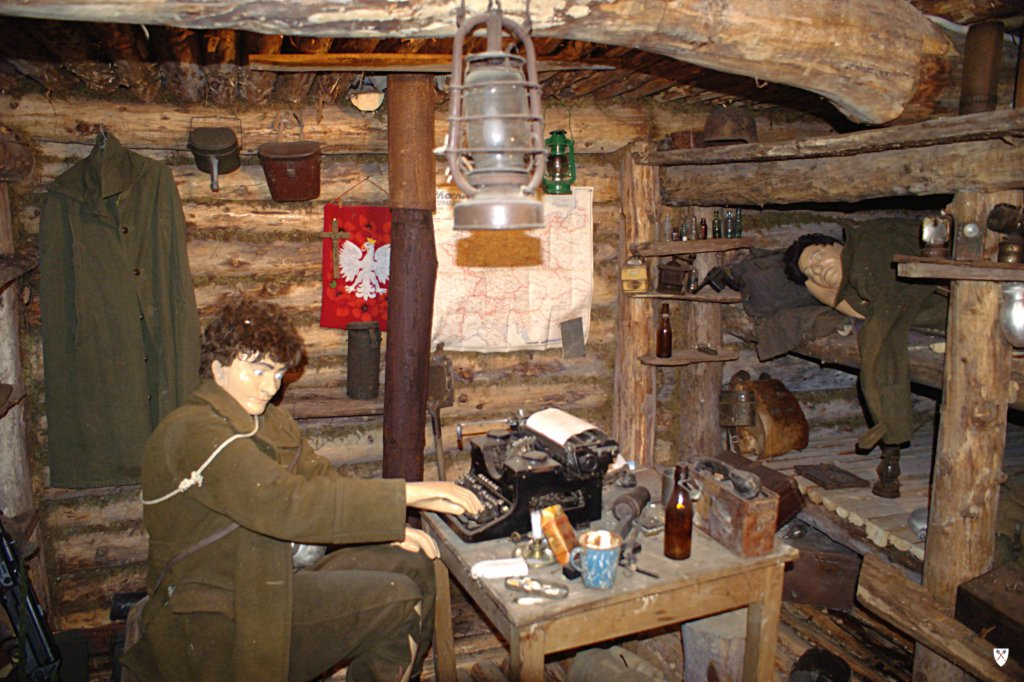
Replika bunkra Tajnej Organizacji Wojskowej Gryf Pomorski

- Replika bunkra Tajnej Organizacji Wojskowej Gryf Pomorski z towarzyszącą mu ekspozycją poświęconą działaczom pomorskiego i kaszubskiego ruchu oporu podczas II wojny światowej.
- Dom Harcerza – historia organizacji młodzieżowych YMCA, ZHP – miejsce pamięci narodowej z historią Tajnej Organizacji Wojskowej „Gryf Pomorski”

### Temat: Muzeum Ciesielstwa
- Deska o długości 36,83 m wycięta z liczącej 120 lat i 51,2 m wysokości daglezji w dniu 12 czerwca 2002 roku. Do dnia 17 maja 2009 roku była to najdłuższa deska świata, posiadająca wpis do Księgi Rekordów Guinnessa.

Później tytuł ten dzierżyła deska znajdująca się w Wilkowie Nowowiejskim, która ma długość 40,815 m.
W czerwcu 2012 roku tytuł najdłużej deski wrócił do Szymbarku, jest nią wycięta również ze 120 letniej daglezji deska o długości  46 metrów 53 centymetrów.
- Stół noblisty im. Lecha Wałęsy – stół na około 200 osób, ważący 6 ton, największy na świecie wykonany z jednego drzewa
- Modele letnich domków drewnianych na sprzedaż
- Drewniany dom ustawiony „do góry nogami”, jedna z największych atrakcji – budynek, który powstał, by zilustrować nienormalny świat PRL i zwycięstwo nad komunizmem[2]

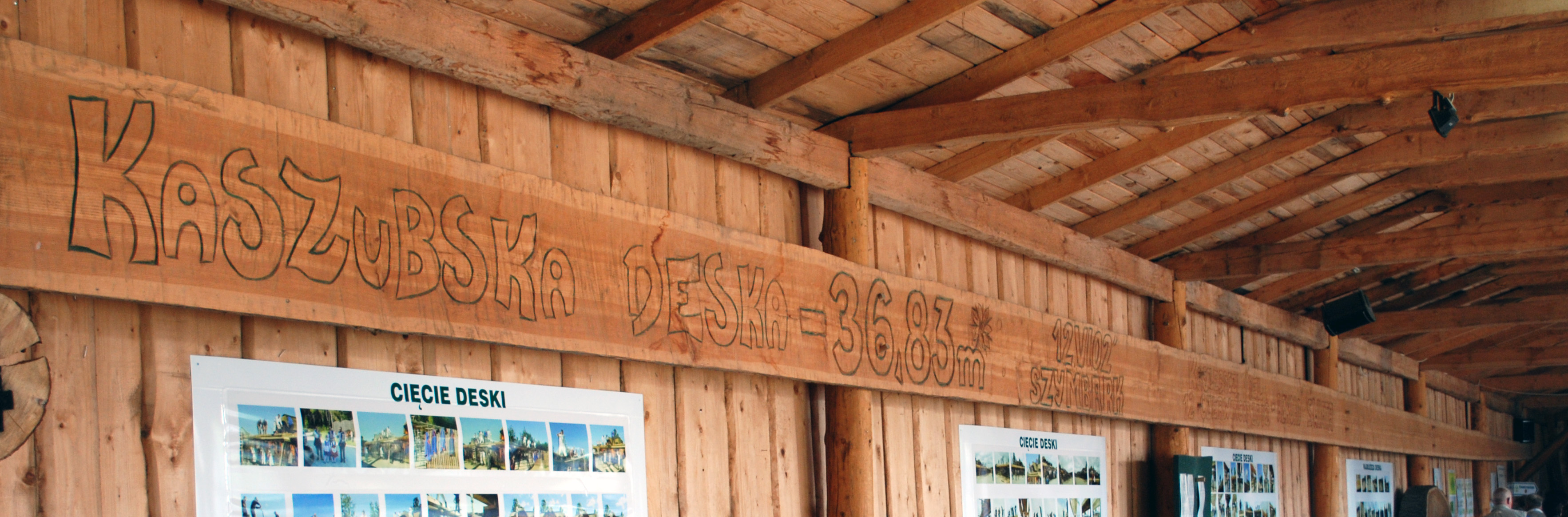
Do 17 maja 2009 „Najdłuższa deska świata”

### Inne ekspozycje

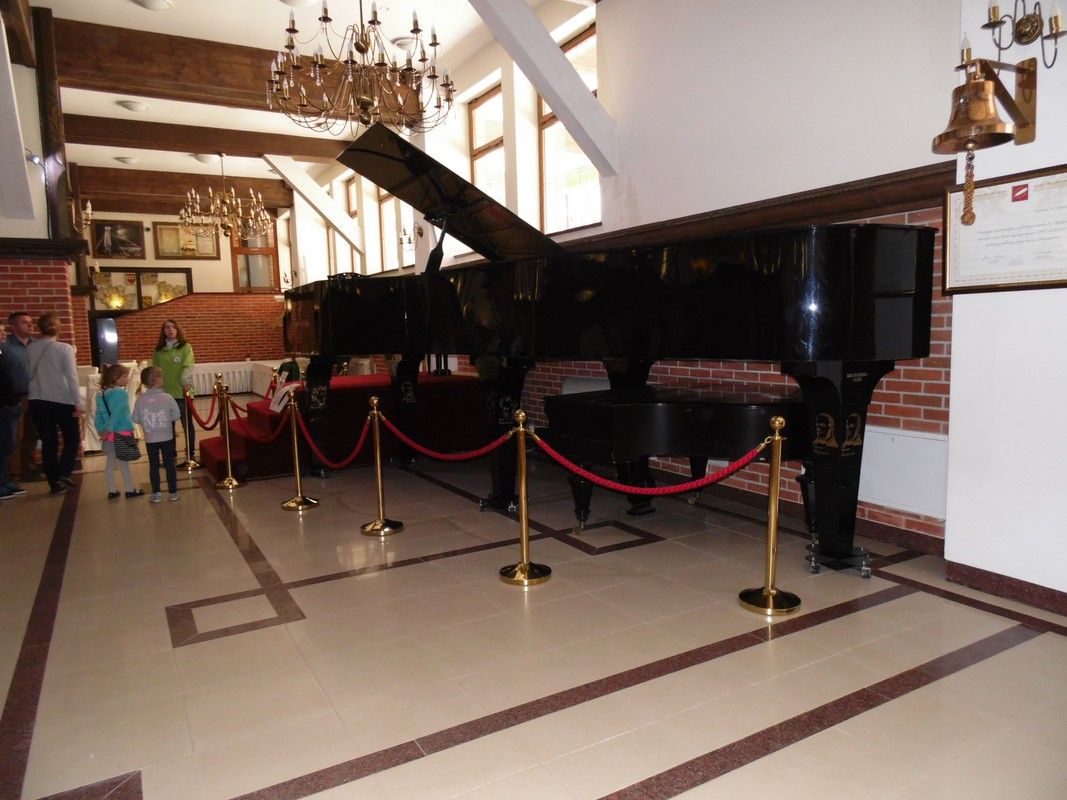
Największy koncertujący fortepian świata

- Od grudnia 2010 r. na terenie Centrum znajduje się największy koncertujący fortepian świata o długości 6,04 m, szerokości 2,52 m, wysokości 1,87 m i masie 1,8 ton, także wpisany do Księgi Rekordów Guinnessa.
- Browar „Kaszubska Korona” produkujący kilka gatunków piw opartych na tradycyjnej kaszubskiej recepturze. Browar ma charakter otwarty i goście Centrum mają możliwość obserwacji procesu produkcji piwa.
- Muzeum tabaki

## Stałe wydarzenia
- Światowy Zjazd Sybiraków  – Od roku 2004 corocznie 17 września, w rocznicę agresji sowieckiej na Polskę w 1939 r., w Centrum spotykają się Sybiracy, ich rodziny i przyjaciele. Od roku 2005 aktorzy, muzycy, poeci składają hołd wszystkim Sybirakom poprzez spektakle teatralne wystawiane w Amfiteatrze im. Józefa Wybickiego. Podczas uroczystości najwybitniejsi artyści otrzymują honorową nagrodę „Ambasador Sybiraków”
- Zjazd Mikołajów – corocznie 6 grudnia odbywały się (od 2004 do 2012 roku) spotkania Mikołajów – głównie z Polski, choć również przybywają delegacje z innych krajów. W latach 2006–2008 w Zjeździe każdorazowo uczestniczyło od 3 do 4 tysięcy Mikołajów, W 2014 roku impreza została przeniesiona do Stężycy – obecnym organizatorem jest Gmina Stężyca
- Bursztynowe drzewo – Na terenie CEPR została wskrzeszona nagroda z okresu międzywojennego. Bursztynowe drzewo to nagroda przyznawana przez Kaszubów dla artystów i mecenasów kultury
- Majówka Przedsiębiorców – coroczna impreza pomorskich przedsiębiorców